# Bronte (Teksas)
Bronte – miasto w Stanach Zjednoczonych, w stanie Teksas, w hrabstwie Coke.